# Логический синтез

Исходный код и схематическое представление устройства после синтеза

Логический синтез в электронике — процесс получения списка соединений логических вентилей из абстрактной модели поведения логической схемы (например, на уровне регистровых передач). Наиболее распространенный пример этого процесса — синтез спецификаций, написанных на языках описания аппаратуры. Синтез выполняют программы-синтезаторы, способные оптимизировать проект согласно различным особенностям устройства, таким как временные ограничения, площадь и используемые компоненты. Такие программы обычно специализируются на генерации битовых потоков для программируемой логики или создании интегральных схем специального назначения. Логический синтез является составной частью автоматизации проектирования электронных приборов.

## Синтез на уровне регистровых передач
Синтез описания на уровне логических передач широко используется в индустрии. Спецификация, написанная на языке описания аппаратуры, таком как VHDL или Verilog может содержать комбинаторные и синхронные элементы, образующие операционный автомат, и конечные автоматы, выполняющие функции управляющего автомата. Синтез состоит из двух этапов. На первом этапе программа оптимизирует код независимо от используемой технологии, производя необходимые минимизации и упрощения. На втором этапе проект преобразовывается в соответствии с библиотекой компонентов используемой технологии.

## Высокоуровневый синтез
Синтез описаний на высоких уровнях абстракции, написанных на языках высокого уровня (таких как C/C++ и SystemC), давно является объектом интенсивной разработки. Такой подход к проектированию логических устройств позволяет экономить время и разрабатывать аппаратное обеспечение без знания языков описания аппаратуры.  Первые коммерческие программы, поддерживающие синтез высокоуровневого описания, появились в 2004 году. В настоящее время высокоуровневый синтез набирает популярность и развивается благодаря появлению таких продуктов, как Vivado ESL от Xilinx.

## Коммерческие инструменты для логического синтеза

### Программы для работы с интегральными схемами специального назначения
- Design Compiler (Synopsys)
- Genus (Cadence Design Systems)
- HDL Designer (Mentor Graphics)
- TalusDesign (Magma Design Automation)
- RealTime Designer (Oasys Design Systems)
- BooleDozer: (IBM)

### Программы для работы с программируемой логикой
- Xilinx ISE и Vivado (Xilinx)
- Quartus II (Altera)
- IspLever (Lattice Semiconductor)
- Encounter RTL Compiler (Cadence Design Systems)
- LeonardoSpectrum and Precision (RTL / Physical) (Mentor Graphics)
- Synplify (PRO / Premier) (Synopsys)
- BlastFPGA (Magma Design Automation)